# Вербозілля звичайне
Вербозі́лля звича́йне, вербозіль звичайний, дубричка звичайна (Lysimachia vulgaris L.) — багаторічна трав'яниста рослина родини мирсінових.

## Ботанічні характеристики

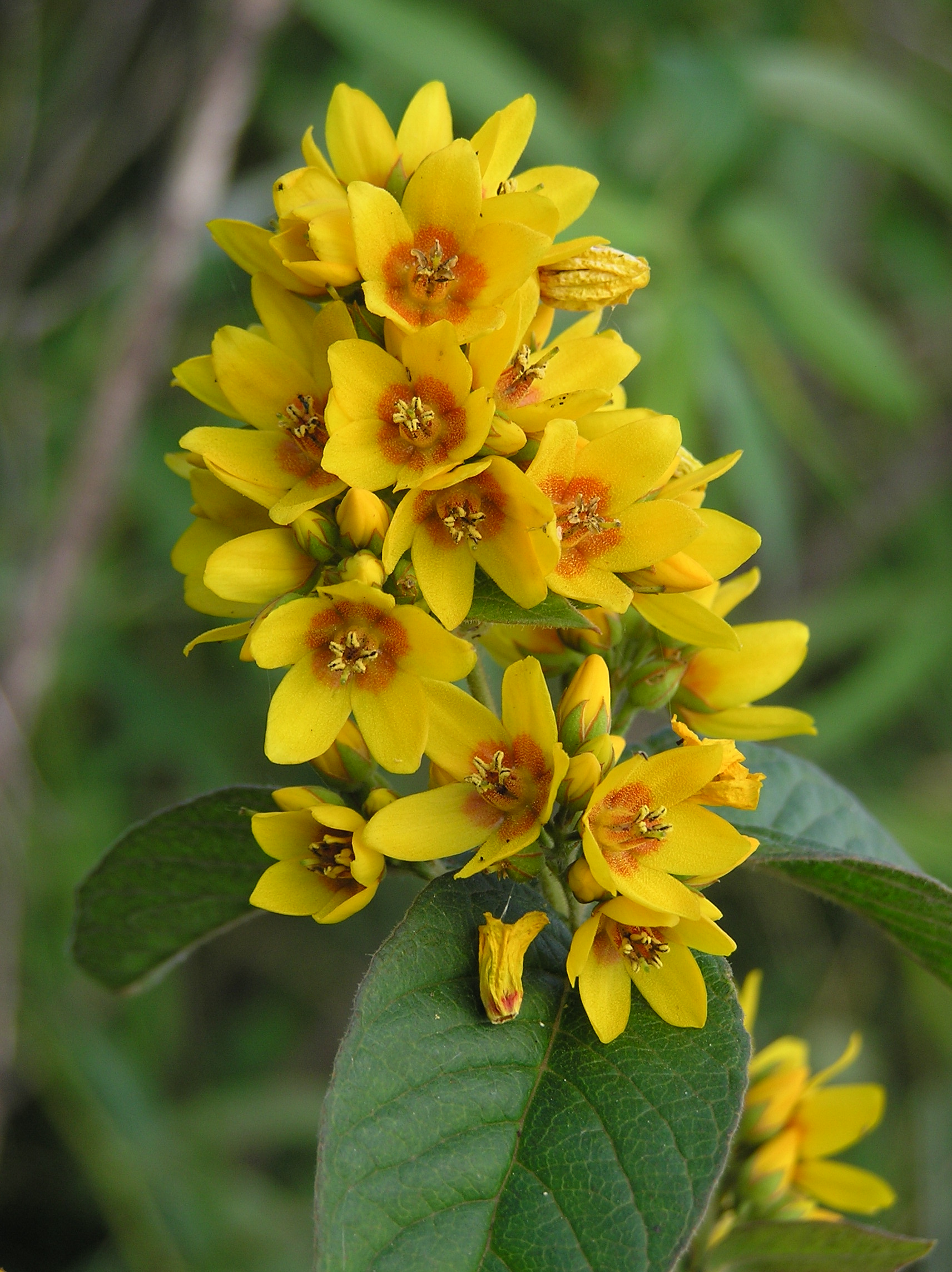
Квітки вербозілля звичайного

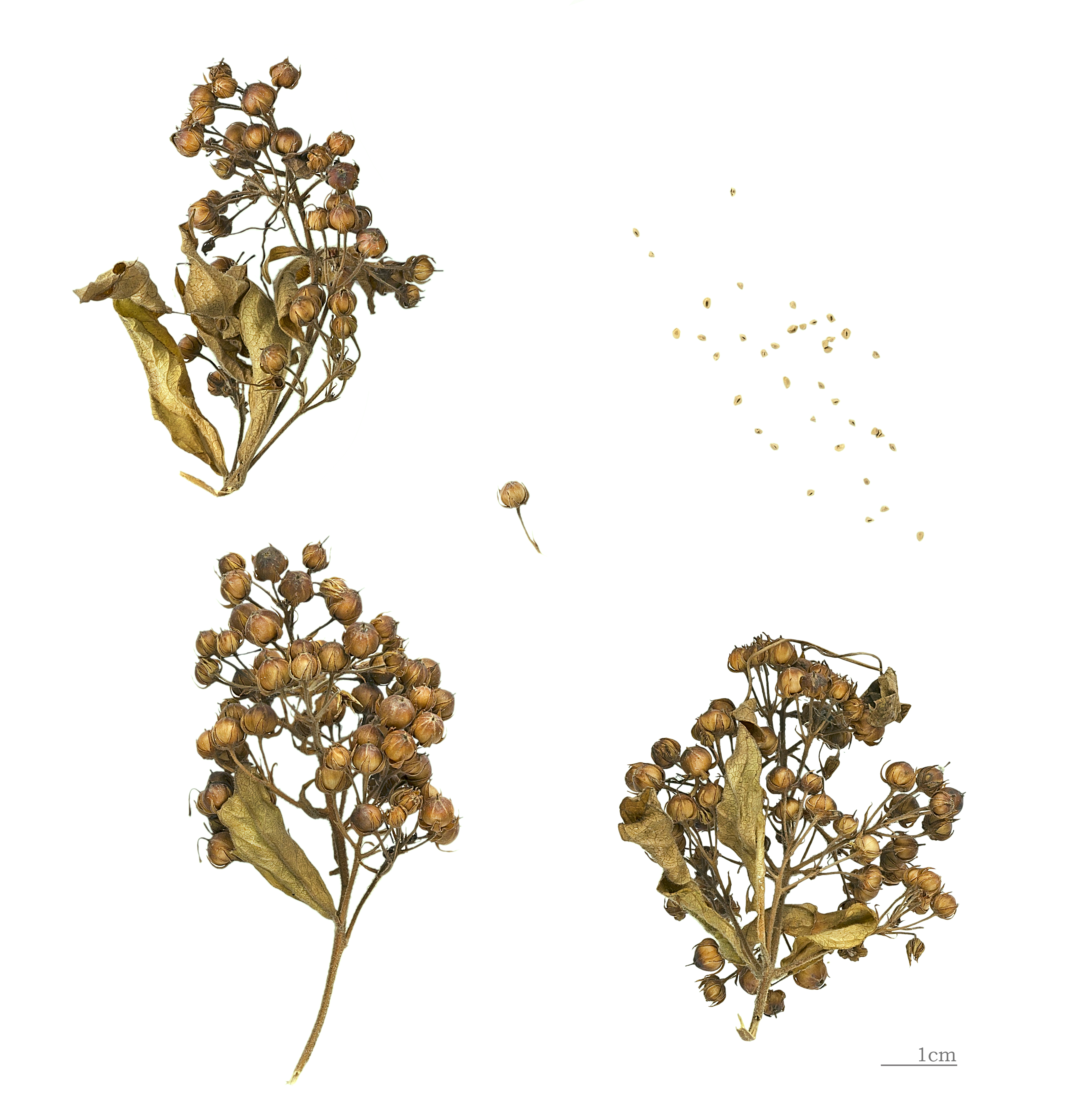
Lysimachia vulgaris - плід коробочка і насіння.

Кореневище повзуче, з довгими підземними пагонами. Стебло просте або розгалужене, 150—200 см заввишки, прямостояче, тупочотиригранне, залозисто-волосисте. Листки супротивні, короткочерешкові, видовженоланцетні або яйцеподібно-ланцетні, цілокраї, по 3-4 у кільцях. Квітки двостатеві, правильні, в густих пірамідально-волотистих суцвіттях. Віночок п'ятироздільний, 20-23 мм у діаметрі, яскраво-жовтий. Плід — коробочка. Цвіте у червні - липні.

## Поширення
Росте на вологих місцях, серед чагарників, на болотах, по берегах річок та озер на всій території України.

## Заготівля і зберігання
Використовують траву, зібрану під час цвітіння рослини. Сушать, розстеливши тонким шаром на відкритому повітрі у затінку або на горищі. Зберігають у паперових мішках. Рослина неофіцинальна.

## Хімічний склад
Вербозілля звичайне містить дубильні речовини, сапоніни, аскорбінову кислоту (в листках — до 1150 мг%; у квітках — до 880 мг%). Галенові препарати вербозілля звичайного застосовують як в'яжучий засіб за проносів, гастритів, різних кровотеч, жовтяниці, судом, загальної слабості та цинги і як засіб, що прискорює загоювання ран.
Водні витяжки з рослини в залежності від протрав дають жовту, зелену, коричневу та чорну фарби. Медонос.

## Лікарські форми і застосування
- Внутрішньо настій трави Вербозілля звичайного (1 столова ложка на 1 склянку окропу, настоюють 2 - 3 години) приймають по 2 столові ложки 3 - 4 рази на день.
- Зовнішньо настій трави для полоскань застосовують за молочниці і стоматиту; як припарки до забитих місць і пухлин, за артритів і венеричних хвороб.